# Derecskei András
András Derecskei (Budapest, 1982. július 6. –) magyar karmester, zeneszerző, hegedűművész, Derecskei Zsolt operaénekes fia.

## Életpályája
Muzsikus családban született második gyermekként. Zenei tanulmányait a Bartók Béla Zeneművészeti Szakközépiskola és Gimnáziumban végezte 1997–2001 között hegedű szakon, és emellett zeneszerzést tanult Fekete Győr Istvánnál. 2001–től 2006-ig a Liszt Ferenc Zeneművészeti Egyetem hegedű szakos hallgatója volt Kertész Istvánnál (kitüntetéssel diplomázott), 2003–tól 2009-ig pedig ugyanott végzett zeneszerzést Orbán Györgynél és Vajda Jánosnál, 2012-ben diplomázott karmesterként Ligeti András és Gál Tamás osztályában. Az egyetemi évek alatt tanárai voltak még hegedű szakon: Devich Sándor, Hargitai Géza (Bartók vonósnégyes tagjai), Devich János (Kodály vonósnégyes tagja), Bánfalvi Béla; zeneszerzés szakon: Jeney Zoltán, Serei Zsolt, Fekete Gyula, Vidovszky László, Gyöngyösi Levente, Horváth Balázs, Szigetvári Andrea; karmester szakon: Medveczky Ádám, Erdei Péter, Klézli János.
2010 februárja és 2013 júniusa között az Evangélikus Hittudományi Egyetem Egyházzenei Tanszékén óraadó tanár. 2012 januárjától 2013 júniusáig zeneelméletet tanított a Szent István Király Zeneművészeti Szakközépiskolában, 2012 márciusától 2014 júniusáig pedig egykori iskolájában, a Bartók Béla Zeneművészeti Szakközépiskola és Gimnáziumban tanított hegedűt, kamarazenét, zeneelméletet, valamint az iskola szimfonikus zenekarának karmestere volt. 2015-től három évet töltött az Amerikai Egyesült Államokban mint asszisztens karmester, valamint a doktori fokozatot is megszerezte.
2022-ben a Magyar Zene Házában Diákmeló melódiák c. darabja volt az épületben először elhangzó ősbemutató.
Karmesterként és hegedűművészként rengeteg mű ősbemutatója fűződik nevéhez a kortárs zeneirodalom darabjai közül. Számos külföldi és hazai zenei verseny díjazottja, mind zeneszerzőként, mind aktív muzsikusként. Képességeit külföldi és hazai mesterkurzusokon fejlesztette tovább.

## Díjak
- 2006: Zeneakadémia, Zeneszerzés Verseny, 1. díj, valamint előadói kategóriában 1. díj
- 2006: Debreceni Országos Kamarazenei Verseny, Nagydíj és Nívódíj
- 2006: Országos Weiner Leó Kamarazenei Verseny, 2. díj
- 2006: Brno (Csehország), Nemzetközi Janaček Vonósnégyes-verseny, 3. díj
- 2009: Zeneakadémia, Zeneszerzés Verseny, Bozay Attila Különdíj
- 2010, 2013, 2014: Kodály Zoltán Alkotóművészeti Ösztöndíj[2]
- 2010: Fugato Alapítvány zeneszerzői pályázata: 2. díj és Közönségdíj[3]
- 2010: A Liszt Ferenc Zeneakadémia Baráti Körének ösztöndíja
- 2011: A Liszt Ferenc Zeneakadémia Baráti Körének ösztöndíja
- 2012: A Liszt Ferenc Zeneakadémia Baráti Körének ösztöndíja
- 2013: Kodály Zoltán Alkotóművészeti Ösztöndíj
- 2014: Kodály Zoltán Alkotóművészeti Ösztöndíj
- 2015: Crossover Competition Award (Németország): 6. díj
- 2021: HangKELTŐ Alapítvány Zeneszerző Versenye: 2. díj
- 2021: Budapesti Filharmóniai Társaság meghívásos zeneszerzőpályázata: 1.díj
- 2021: Doráti Antal Nemzetközi Karmesterverseny: Különdíj

## Művei

### Szólóművek
- I. Szólószonáta hegedűre (2000)
- II. Szólószonáta hegedűre (2000)
- Kaleidoszkóp - zongorára (2003-2004)
- A kaméleon - klarinétra (2004)
- Just in case... - zongorára (2006)
- "Isten vég nélkül szeret" - orgonára (2007)
- Prelúdium és fúga - orgonára (2007)
- Étude pour piano - In memoriam György Ligeti - zongorára (2007)
- Etude no. 2. - zongorára (2009)
- Prelude no. 1. - zongorára (2009)
- Prelude no. 2. - zongorára (2009)
- Szólószonáta csellóra (2010)
- Ave Maria parafrázis - zongorára (2012)
- Három korálelőjáték - harmóniumra vagy orgonára (2012)
- KaleidosPoke - orgonára (2016)
- Etude No. 3 - zongorára (2017)
- Prelude No. 3 - zongorára (2018)
- Íkaros - altfuvolára (2017)

### Kamaraművek
- Kis szvit két hegedűre (2000)
- Notturno két hegedűre (2001)
- Rivincita - I. vonósnégyes (2001-2004)
- Könnycsepp a tükörben - 3 gordonkára (2003-2004)
- Marche Grotesque - rézfúvósötösre (2008)
- Consolation - fuvolára, fagottra, vonósnégyesre és zongorára (2010)
- Fuvolanégyes (2010)
- Sabotage - elektromos hegedűre és orgonára (2010)
- II. vonósnégyes (2010)
- Trio - zongorástrió (2012)
- Korálvariációk - angolkürtre és vonósötösre (2012)
- 2x2 - melodikára, basszusklarinétra, kalimbára és játékzongorára (2014)
- Consort No. 1 - négy tetszőleges azonos vonós hangszerre(2014)
- Balkanoid - két hegedűre (2015)
- Öt dal - énekhangra és zongorára (2015-2020)
- Jazz Double Fugue - vonósnégyesre (2015)
- Félutamból - vonóstrióra (2016)
- Balkán Balkon - 11 csellóra és nagybőgőre (2016)
- Kettősfúga - rézfúvósötösre (2016)
- Consort No. 2 - négy klarinétra (2017)
- Reasons - hárfára és orgonára (2017)
- Couple Things - két énekesre és négytagú ütőegyüttesre (2017-2018)
- AMP - négy harsonára (2018)
- III. vonósnégyes (2018)
- Consort no. 2b - négy szaxofonra (2018)
- Toccatina - két cimbalomra (2019)
- Contemplatio - két cimbalomra (2019)
- Consort No. 3 - négy kürtre (2020)
- Quartetto Irrazionale (2020; a III. vonósnégyes átdolgozása)

### Vokális művek
- De profundis - nőikarra (2003-2004); átdolgozva vegyeskarra (2011)
- Ave Maria - nőikarra (2006); átdolgozva vegyeskarra (2012)
- Laudate - nőikarra (2009)
- Credo in Deum Patrem - vegyeskarra (2012)
- Stabat Mater - vegyeskarra (2012)
- Cantate Domino - férfikarra (2012)
- O magnum mysterium - vegyeskarra (2013)
- Bármit az élvezetért - villámopera (2014)
- Metro 100 - egyfelvonásos opera (2015)
- 8 Beati - nőikarra (2018)
- Fenn a sziklaszirten - vegyeskarra (2018)
- Evening Prayer - hatszólamú énekegyüttesre (2019)
- Két erdélyi népdal - nőikarra (2014-2021)
- Diákmeló melódiák - vegyeskarra (2021)

### Zenekari művek
- Fantázia-miniatűr zenekarra (2001)
- Hegedűverseny (2005-2009)
- Szonettkoszorú (2010)
- Divertimento - vonószenekarra (2012)
- Arizona Promenade - pop-szimfonikus zenekarra (2016)
- 9 önarckép - vonószenekarra (2018)
- Kettősfúga vonószenekarra (2019)
- Álombéli önarckép - klarinétra és vonószenekarra (2019)
- Introduction, introduction and Scherzo - nagy vonósegyüttesre (2020)
- Reminiscences of The Old World - nagy szimfonikus zenekarra (2020)